# George Albert van Schwarzburg-Rudolstadt
George Albert (Rudolstadt, 23 november 1838 – aldaar, 19 januari 1890) was van 1869 tot 1890 vorst van Schwarzburg-Rudolstadt. Hij was de zoon van vorst Albert en Augusta van Solms-Braunfels.
Hij nam dienst in het leger van Pruisen en nam daarin deel aan de Duits-Deense Oorlog (1864) en de Pruisisch-Oostenrijkse Oorlog (1866). Op 26 november 1869 volgde hij zijn vader op als vorst van Rudolstadt. Hij maakte in 1870 de Frans-Duitse Oorlog mee, woonde op 18 januari 1871 te Versailles de proclamatie van het Duitse Keizerrijk bij en trad op diezelfde dag tot het Rijk toe. Hij stierf op 19 januari 1890 aan een longontsteking en werd opgevolgd door zijn achterneef Günther Victor.
Op 12 oktober 1897 werd voor George Albert te Blankenburg een monument opgericht dat in 1997 werd gerestaureerd.